# Gaston Salmon
Gaston Joseph Clément Marie Salmon (5. März 1878–30. April 1917 in Veurne) trat 1912 bei den Olympischen Sommerspielen in Stockholm in den Disziplinen Florett-Einzel, Degen-Einzel, Degen-Team und Säbel-Team an. Im Degenfechten mit der belgischen Mannschaft wurde er zusammen mit Jacques Ochs Olympiasieger.